# Lumparkompisar
Lumparkompisar (originaltitel: Stripes) är en amerikansk komedifilm från 1981 i regi av Ivan Reitman.

## Handling
Kompisarna John (spelad av Bill Murray) och Russell (Harold Ramis) har tröttnat på tillfälliga jobb och dåligt betalt och bestämmer sig för att rycka in i armén. På regementet består rekryterna av diverse märkliga karaktärer och när grundutbildningen är avslutad skickas truppen på hemligt uppdrag och råkar invadera Tjeckoslovakien.

## Rollista i urval
- Bill Murray – John Winger
- Harold Ramis – Russell Ziskey
- Warren Oates – Sergeant Hulka
- P.J. Soles – Stella Hansen
- Sean Young – Louise Cooper
- John Candy – Dewey "Ox" Oxberger
- John Larroquette – Captain Stillman